# (175636) Zvyagel
(175636) Zvyagel est un astéroïde de la ceinture principale.

## Description
(175636) Zvyagel est un astéroïde de la ceinture principale. Il fut découvert le 17 octobre 2007 à Androuchivka par l'observatoire astronomique d'Androuchivka. Il présente une orbite caractérisée par un demi-grand axe de 2,96 UA, une excentricité de 0,07 et une inclinaison de 11,2° par rapport à l'écliptique.

## Compléments